# 1956年大峽谷空中相撞事件
1956年大峽谷空中相撞事件是在美國當地時間1956年6月30日，星期六上午10點30分左右發生的一起空難；兩機上包括所有乘客和機組人員在內，合共128人全部罹難。這起空難在當時是史上最嚴重的商用客機空難。事件促使美國徹底改變原有的飛行規則。

## 事故班機
聯合航空718號班機，機型道格拉斯DC-7 Mainliner，是一班來往于洛杉矶国际机场和芝加哥中途国际机场的定期班機。當日由機長Robert Shirley和副駕駛Robert Harms執飛。上午9點04分，飛機搭載53名乘客和5名機組人員（包括兩名乘務員），從洛杉矶国际机场起飛前往芝加哥中途国际机场。
環球航空2號班機，機型洛克希德L-1049超級星座式，由機長Jack Gandy和副駕駛James Ritner執飛。當日上午9點01分，飛機搭載64名乘客和6名機組人員（包括兩名乘務員和一名休班飛航工程師），從洛杉矶国际机场起飛前往堪萨斯市机场。

## 兩機相撞
當兩架飛機逐漸接近大峽谷時，兩者間的距離越來越近。
當時美國只有少數機場裝有雷達，儘管洛杉磯機場也裝有雷達，這兩架飛機亦曾經出現在雷達上；但兩機已遠離雷達的範圍，所以航空管制人員並不知道他們即將相撞。
航管中心有一張擺著地圖的桌子，航空管制人員會移動地圖上的標誌，以標示每一架飛機的位置和之前的所知位置。而飛行員會用無線電告知他們公司的調度員他們所在的位置。航管人員利用這份資料大略知道飛機的航線——但事實上航管人員根本不知道飛機的位置，他們只能用估計的方式來寫報告。
另外，兩機駕駛也習慣于在天氣晴朗時介紹大峽谷，他們可以讓飛機稍微靠左或右，對乘客介紹大峽谷。結果，聯合航空班機逐漸從右側靠近環球航空班機，但兩機駕駛并不知道他們的飛機即將相撞。

## 調查
兩名駕駛當時按照目視飛行規則飛行，這項規則叫做看見與被看見——我看見你，你看見我，我們之間要保持距離。但事實上，天空很大，飛機的飛行速度也很快，一旦你看見另一架飛機，可能已經沒有時間躲避了——因為人的視覺只有180度，無法看見以及避開空中所有東西。
調查指出，兩機是因為不在管制空域才發生相撞，且兩架飛機和管制系統皆無法得知飛機的確切位置。

## 事后
事后，全美的機場立即加裝雷達。同時，飛行規定更為嚴格，從此以后，飛機只能在規定的空中走廊——即航路飛行。
美國現今使用的航空管制系統亦是針對大峽谷空中相撞事件所設計的。
這起空難決定了以后飛機的飛行間距，以及雷達碟形天線和航空管制中心該設置在哪里。
聯邦航空總署(FAA)也是因為這次事件而成立的。
《空中浩劫》將此事故收納在第八季第一集（特輯）《System Breakdown》及第十二季第六集《Grand Canyon Disaster》